# 坂本万七
坂本万七（さかもと まんしち、1900年1月13日 - 1974年4月19日）は、日本の写真家。特に民藝品や仏像の撮影に才能を発揮した。その遺作「沖縄・昭和10年代」は戦前の沖縄各地で撮影した貴重な写真が掲載されており、テレビ放送等で資料として使用されている。
戦前では、築地小劇場の舞台写真が有名。

## 年譜
- 1900年 （明治33年）　1月13日、広島県福山市（旧深安郡福山町）笠岡町[1]にて、父庄平、母ウタの次男として生まれる。
- 1915年 （大正4年） 15歳　私立盈進商業学校に入学。
- 1919年 （大正8年） 19歳　盈進商業学校を中退し、宮崎県日向の武者小路実篤主宰「新しき村」に入村。
- 1921年 （大正10年） 21歳　4月上京、品川写真研究所に入り写真術を学ぶ。
- 1922年 （大正11年） 22歳　三笠写真店（人形町）に移り、写真術を習得。
- 1923年 （大正12年） 23歳　楽器、油絵、水泳などを独学。油絵の個展を催す。
- 1924年 （大正13年） 24歳　6月14日、築地小劇場開演。この頃より舞台写真を撮り始める。
- 1926年 （昭和元年） 26歳　東京都豊島区に桃源社坂本写真場を開く。
- 1928年 （昭和3年） 28歳　月刊「工藝」の写真図版撮影（昭和9年まで）。
- 1931年 （昭和6年） 31歳　「日本地理大系」全16巻（改造社・座右宝刊行会）完結。「支那上代彫刻」、「東山水墨画集」、「金碧装飾画集」、「朝鮮名画集」（いずれも聚楽社）。
- 1933年 （昭和8年） 33歳　熱河、承徳の遺跡を撮影。
- 1934年 （昭和9年） 34歳　黒川澄子と婚姻。「聚楽・時代裂拾遺」、「熱河」全4巻（いずれも座右宝刊行会）。「山中常盤」全12巻（第一書房）。
- 1935年 （昭和10年） 35歳　内蒙古、安嶺の遼代遺跡調査団に同行。長男明美（あきよし）出生。「桃源」全7巻（桃源社坂本写真道場）。
- 1938年 （昭和13年） 38歳　東京都八丈島に渡り黄八丈の製作工程を撮影（柳悦孝同行）。「通溝・上」（日満文化協会）。「熱河」（座右宝刊行会）。
- 1939年 （昭和14年） 39歳　京都大学文学部の慶陵遺跡調査団に参加し、満州、蒙古、北支などの遺跡、遺物を撮影。沖縄に渡り、柳宗悦らに同行、撮影を行う。
- 1940年 （昭和15年） 40歳　北支の遺跡、沖縄へ二度渡り、民藝関係の撮影。満州撫順高句麗時代山城の発掘団に参加。「月刊民藝」（白塔子、焼物の写し方）。「通溝・下」（日満文化協会）。
- 1941年 （昭和16年） 41歳　国際文化振興会の嘱託となる。第二次世界大戦始まる。
- 1942年 （昭和17年） 42歳　野間清六の指導により、埴輪の撮影を初めて行う。「埴輪美」「李朝陶磁図譜」（いずれも聚楽社）。
- 1943年 （昭和18年） 43年　畿内地方の仏像を撮り始める。
- 1944年 （昭和19年） 44歳　大日本航空部の嘱託となりB29などの青写真を写す。
- 1946年 （昭和21年） 46歳　美術研究所（現文化財研究所美術部）嘱託となる。法隆寺宝物台帳のための撮影開始。
- 1949年 （昭和24年） 49歳　三井芸術プロダクションに参加「法隆寺金堂釈迦三尊像」（岩波書店）。
- 1950年 （昭和25年） 50歳　三井芸術プロダクションの一環として、東洋古美術のカラースライドを製作。
- 1951年 （昭和26年） 51歳　仕事場を神田写真弘社に置く。
- 1952年 （昭和27年） 52歳　「慶陵・二」（京都大学文学部）「日本の彫刻・上古時代」（美術出版社）「沖縄織物裂地の研究」（明治書房）。
- 1953年 （昭和28年） 53歳　「慶陵・一」（京都大学文学部）。
- 1954年 （昭和29年） 54歳　「世界陶磁全集」（座右宝刊行会編、河出書房刊）の撮影主任となる。法隆寺諸仏の三色分解撮影。「法隆寺宝蔵小金銅像」（岩波書店）「土の芸術」（美術出版社）。
- 1955年 （昭和30年） 55歳　北九州、装飾古墳壁画の撮影。法然上人関係の資料を撮影。「唐招提寺」（角川書店）。
- 1956年 （昭和31年） 56歳　大倉亀コレクションを撮影。「李朝の陶磁」（座右宝刊行会）。
- 1957年 （昭和32年） 57歳　日本経済新聞社用カラースライド撮影のため、京都、奈良、和歌山などを巡る。埴輪撮影のため明治大学後藤守一教授と東北各地を歩く。桃山時代障壁画の撮影多数。
- 1958年 （昭和33年） 58歳　薬師寺、法輪寺の撮影。倉敷民藝館蔵品の撮影。「世界陶磁全集」全16巻（座右宝刊行会・河出書房）完結。「大徳寺」（朝日新聞社）。
- 1959年 （昭和34年） 59歳　港区麻布材木町に、有限会社サカモト・フォト・リサーチ・ラボ（坂本寫眞研究所）を設立。
- 1960年 （昭和35年） 60歳　盆栽を初めて撮影。京都金剛家能面の撮影。「日本の彫刻（合本）・上代時代」（美術出版社）、「薬師寺」（実業之日本社）。
- 1961年 （昭和36年） 61歳　細川コレクションの中国清代文房具の撮影。水戸山上コレクションの撮影と編集。京都、奈良、島根などの美術品の撮影。円空上人彫刻資料撮影のため愛知、岐阜をまわる。戦後初の沖縄訪問をし、その変わり様に驚く。「古備前名品図譜」（河出書房新社）、「船箪笥」（日本民藝協会）。
- 1962年 （昭和37年） 62歳　五島美術館の全蔵品の撮影開始。「沖縄民藝」（倉敷民藝館）、「古陶小集」（坂本寫眞研究所）。
- 1963年 （昭和38年） 63歳　福島県三春人形の撮影。「茶道名器鑑」、「能面」（いずれも求龍堂）。
- 1964年 （昭和39年） 64歳　世田谷区松原に株式会社坂本寫眞研究所を開設。徳間書店主催「坂本万七君を励ます会」開催。「三春人形」（東峰書房）、「盆栽」（実業之日本社）、「大徳寺」（淡交新社）。
- 1965年 （昭和40年） 65歳　奈良、京都の各寺院、博物館などの仏像及び建築、工芸品を撮影。
- 1966年 （昭和41年） 66歳　ギリシャ、ナポリ、ローマ、フィレンツェを訪問。オーギュスト・ロダンの彫刻を多数撮影。「松本民藝家具」（東峰書房）、「原色日本の美術・奈良の寺院と彫刻」（小学館）。
- 1967年 （昭和42年） 67歳　法隆寺、神奈川県称名寺、東大寺、それぞれ所蔵物の撮影。「国宝彫像」（徳間書店）。
- 1968年 （昭和43年） 68歳　九州各地の古墳を撮影。福山の姫谷焼を撮影。「奈良六大寺大観」（岩波書店）のため法隆寺五重塔内を撮影。「日本の工芸」（読売新聞社）。
- 1969年 （昭和44年） 69歳　高野山の宝物を数回にわたり撮影（翌年まで）。「ロダン」（読売新聞社）「奈良六大寺大観・法隆寺五重塔塑像」（岩波書店）。
- 1971年 （昭和46年） 71歳　愛知県常滑市史作成のため、陶磁、絵画、窯址などを撮影。
- 1972年 （昭和47年） 72歳　韓国美術民藝見学の旅に参加、慶州古遺跡、青島などを訪問。
- 1973年 （昭和48年） 73歳　茨城県勝田市の虎塚古墳壁画を撮影。
- 1974年 （昭和49年） 74歳　4月19日死去。永くその名をとどめるため、会社名を坂本万七寫眞研究所と改称す。

## 作品集
- 石の村 十一組出版部 1947 (新選文化写真叢書)
- 三月堂 十一組出版部 1947 (新選文化写真叢書)
- 諸国の民芸 式場隆三郎 講談社 1947
- 「岸田劉生」角川書店／1955年）
- 日本彫刻図録 上野直昭 朝日新聞社 1957
- 大徳寺 源豊宗 朝日新聞社 1958
- 薬師寺 町田甲一 実業之日本社 1960
- 古代中国の美 土偶 杉村勇造編著 坂本、藤本四八,小西晴美撮影　美術出版社 1962
- 三春人形 小沢太郎編 東峰出版 1964
- 大徳寺 古田紹欽 坂本、葛西宗誠写真 淡交新社 1964
- 国宝彫像 上原昭一 徳間書店 1967
- 古代中国の美 土偶・彫刻・銅器・玉器 藤本四八,坂本 田枝幹宏撮影　美術出版社 1967
- 日本の工芸 岡田譲監修 読売新聞社 1968
- 「日本のやきもの7　信楽　伊賀」（白洲正子・八木一夫・藤川清／淡交社、1971）
- 奈良の寺4　法隆寺　五重塔の塑像」長廣敏雄文、坂本、辻本米三郎撮影／岩波書店／1974）
- 日本の仏像百選 坂本万七作品集 日本経済新聞社 1976
- 「沖縄・昭和10年代」新星図書出版／1982）
- 「日本仏像選」学生社／1982）
- 「坂本万七 遺篇」（三木淳監修／ニッコールクラブ／1985）
- 「坂本万七　新劇写真展」図録（中野正昭編／早稲田大学演劇博物館／2008年発行）